# スーサイド・バッグ
スーサイド・バッグ (英: suicide bag、別名：イグジット・バッグ <英: exit bag>、フード <英: hood>) は安楽死用の装置の一部分であり、大きなプラスチック製の袋にドローコードを付けたものである。不活性ガスによる窒息で自殺するために使用される。普通、ヘリウムやアルゴン、窒素のような不活性ガスを導入して使用される。不活性ガスの使用は、失神する前にパニックや窒息感、もがきといった、血中の二酸化炭素濃度が高くなることで発生する高炭酸への警告反応を防ぐ意図がある:45。死亡が報告される前にプラスチック製の袋とガス缶を除去されると、直接的な死因の検出が困難になる。

## 来歴
自殺者自身で遂行された幇助自殺として、プラスチック製の袋にヘリウムを導入することによる窒息で自殺した事例が最初に記録されたのは1990年代のことである。2000年代以降、スーサイド・バッグについての手引きがインターネットや活字、映像といった媒体を通じて広まり、この手法による自殺の頻度が増加した。
スーサイド・バッグと不活性ガスを併用する自殺の方法は元来、死ぬ権利を支持する活動家であるジョン・ホフセス (英: John Hofsess) とNuTechグループにより開発された。NuTechグループはホフセス、同じく死ぬ権利を支持するデレック・ハンフリー (英: Derek Humphry)、技師、医師によって構成されている。
ハンフリーが著したFinal Exitという書籍では、スーサイド・バッグは大きなプラスチック製の袋に調節可能な面ファスナーの紐が付いたものとして描写されており、面ファスナーの紐を首に巻いて使用する。不活性ガスと一緒に使用することは2000年のSupplement to Final Exitで言及された。
安楽死を擁護する集団であるExit Australiaは、2002年にオーストラリアでスーサイド・バッグの量産品版を配布し、政府官僚やプロ・ライフを標榜する集団から反発された。Right to Lifeのオーストラリア支部は影響を受けやすい人が使用するだろうと懸念を表明した。
2007年、Vancouver Sunは犯罪学者であり死ぬ権利の支持者でもあるカナダ人のラッセル・オグデン (英: Russel Ogden) の発言を引用した。オグデンの発言によると、スーサイド・バッグとヘリウムを併用する方法は終末医療患者のための死ぬ権利運動の中では要求を満足するのに最良の方法であるとされ、スーサイド・バッグを促進しても自殺件数を増加させてはいないという。しかし、スーサイド・バッグが終末医療患者に使用されたのか、精神障害の人に使用されたのか知る術は無いとも発言している。
2008年、自殺幇助の団体であるDignitasの設立者のルドウィッグ・ミネリ (英: Ludwig Minelli) が、4名の人物がヘリウム吸気による自殺を遂げる様子を撮影した。ミネリは、この方法は信頼性が高く、手早く、苦痛がない自殺の方法であり、アメリカ合衆国とヨーロッパで支持者を獲得していると見なしている。
2009年、安楽死を支持する団体であるExit Internationalの設立者のフィリップ・ニチキ (英: Philip Nitschke) は、メンバー向けのニュースレターで、窒素はヘリウムよりも肉体の拒絶反応リスクが低く、オーストラリアやニュージーランドではヘリウムよりも入手しやすいと発言した。Exit Internationalでは窒素タンクと調整弁を同梱した自殺キットを販売している。ニチキは講習会やDoing it with Bettyのような映画で、窒素とスーサイド・バッグの使用を奨励している。ちなみに、Doing it with Bettyは高齢女性がスーサイド・バッグの組み立て方を説明するという内容である。また、ワークショップのハンドブックのような出版物でも奨励している。ニチキはスーサイド・バッグによる自殺を「低酸素の死」(英: "hypoxic death") と呼称し、「高齢者の友」(英: "old person's friend") である肺炎となぞらえている。肺炎は肺が空気中から十分な酸素を取り込むのを阻害するため、低酸素状態が発生するためである。ニチキはこれによって平穏な死が訪れると主張している。
2015年、デレック・ハンフリーは、使い捨てヘリウム・シリンダーの世界最大の製造企業ワージントン・インダストリーズが自社製のヘリウム・シリンダーにはヘリウムは80%しか含まれておらず、空気が20%含まれていると表明しており、ハンフリーが提唱するスーサイド・バッグでの使用には不適切になっていると報告した。
オランダ人の精神科医であるBoudewijn Chabotは、2015年の著書Dignified Dyingで、スーサイド・バッグと不活性ガスを使用する方法は、手早く、苦痛が無く、安全であると評した。

## 法律上の問題
一部の地域ではスーサイド・バッグの販売が禁止されている。2011年、アメリカ合衆国カリフォルニア州で連邦捜査局が小規模の通信販売店に手入れを行い、この店舗は後に閉鎖された。2011年7月、この手入れによりオレゴン州でスーサイド・バッグを含むキットの販売を禁止する法律が可決された。オレゴン州はこの種の法律が最初に可決されたアメリカ合衆国の最初の州となった。
2001年、オーストラリア政府がスーサイド・バッグの輸入について再検討することを声明すると、カナダの死ぬ権利支持者たちがオーストラリアへのスーサイド・バッグの輸送を停止した。2002年、オーストラリアのクイーンズランド警察はスーサイド・バッグは現時点では何の法律にも違反していないと発言し、オーストラリア連邦政府はスーサイド・バッグの禁止を検討すると表明した。Exit Australiaはメンバーへ要求に応じてスーサイド・バッグを提供した。このとき、スーサイド・バッグに警告ラベルを添付した。また、自殺幇助を禁止する法律を回避するため、使用説明書は渡さなかった。

## メカニズム

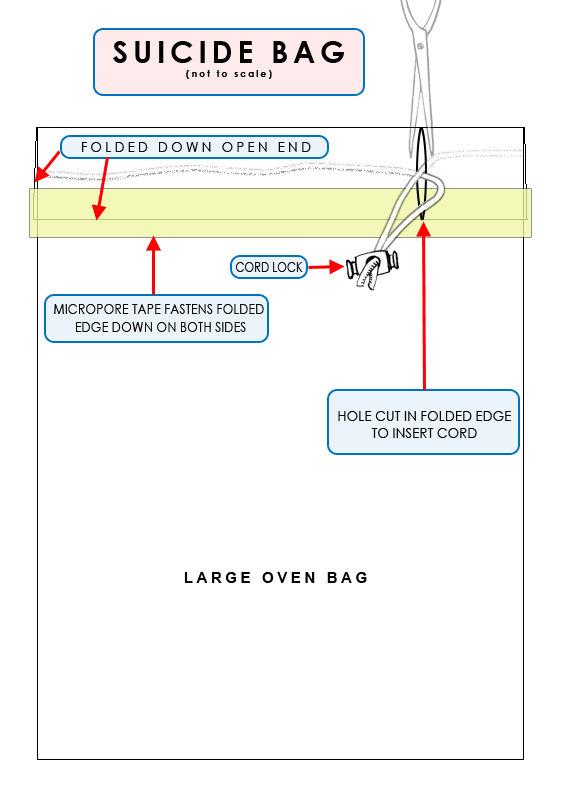
スーサイド・バッグの略図。詳細はFinal ExitとThe Peaceful Pill Handbookに基づく。

スーサイド・バッグでの自殺には、低酸素で二酸化炭素を含まない、代謝的に不活性の気体を吸入に使用する。袋の中に頭を入れ、袋を密閉して不活性ガスを供給する。不浸透性の袋を使用することで、周辺の空気から酸素が混入するのを防ぎ、不活性ガスの必要量を最小限にする。同じ効果は密閉空間を不活性ガスで充満させることでも達成できるが、袋を使用する場合よりもかなりの量の不活性ガスが必要になる。これはその空間に立ち入った第三者に対して危険である。この効果は産業災害の原因としてもよく知られる。
酸素が乏しい、または、酸素が存在しない気体を吸入すると、正常代謝において使用された酸素の補充が行われないだけでなく、肺のガス交換が行われる部分の毛細血管を通じて血液の血管外漏出が発生する。そのため、肺胞気中の酸素と毛細血管の血液中の酸素の濃度の差異に比例して残りの酸素が失われる。こうして、息を止めるよりもさらに急速に血中酸素レベルが減少する。その後、酸素が失われた血液が体循環を経由して脳を含む重要な臓器を通過し、急速に酸素濃度が減少して意識を保つのに必要なレベルを下回る。酸素濃度が心臓の機能を維持するのに不十分になると、心停止が発生する。大多数の人にとって、肺胞気酸素分圧が30水銀柱ミリメートル (40 mbar)、すなわち、大気圧で4%の体積を下回ると、意識を保つのに十分ではなくなる。
正常な人間の場合、呼吸の欲求は主に血中の二酸化炭素濃度と二酸化炭素濃度が影響する酸度によって制御される。新鮮な空気を吸入できずに二酸化炭素濃度が上昇すると、呼吸するために強い反射が生じる。二酸化炭素濃度が上昇すると、並行して苦痛も増していく。ついにはパニックになり、空気が吸いたくてたまらなくなる。しかし、呼吸する気体に二酸化炭素が含まれていないと、呼吸中は血中の二酸化炭素レベルが低いままになる。正常な人間の場合、呼吸の刺激としての血中酸素レベルの感度は非常に低いため、苦痛がなく、呼吸の頻度を増加させる欲求も生じない。
不活性ガスに酸素が混入するなどして酸素が供給されると、酸素の喪失の効果が低減し、曝露した人間は脱力感や疲労感、混乱を覚える可能性がある。しかし、呼吸への強い欲求は感じず、関連する呼吸困難は起こらない。安楽死を目的としてスーサイド・バッグを効率的に使用するには、酸素や二酸化炭素の混入を最小限にする必要がある。少量の酸素では結末に影響はないが、それまでの時間を引き延ばす可能性がある。

### 短期的な効果
ヘリウムや窒素は毒性がなく、酸素レベルが十分のときに短・長期間吸入しても悪影響は出ない。窒息を除けば、第三者へ健康上のリスクを及ぼすこともない。人間の感覚では検知できないという点に危険性があり、それらの気体が窒息を発生させる濃度で存在するときの最初の警告は意識の喪失という形になる可能性がある。そこまでの濃度がなければ、混乱や脱力感を起こす可能性がある。よく換気された部屋でスーサイド・バッグを使用する際、これらの気体を用いると、他者へ危険をもたらす可能性は低く、火事の危険性もない。
プロパンやブタン、天然ガスは程度に差はあるが麻酔性があり、ガスや酸素の濃度によっては火事や爆発を引き起こす危険性が高い。これらのガスは普通、警告のために臭いの強い添加物が加えられて供給されている。これらの添加物は大量に吸い込むと毒性を示す可能性があるが、ガスの存在を示すのに必要な濃度では短期的には危険はない。不快な臭いがすることによって安楽死への使用が広まるのを抑止している可能性があるが、臭いを付ける主要な目的は火災の危険を警告するためである。
プロパンは容易には吸収されず、生物学的に活性ではないため、毒性が低い。また、空気より重く、特に換気が不十分であると、低い位置に溜まる可能性がある。ブタンはプロパンと似ているが、プロパンより重く、大量に吸い込むと麻酔作用をもたらす。

## 研究
袋やマスクをガスと併用した自殺はよく文献に記録されている。
スーサイド・バッグを不活性ガス以外の気体と併用した例があり、様々な結果になっている。たとえば、プロパン-ブタンを使用した例がある。このガスは麻酔性の作用がある。一般に、ガス漏洩の警告のために強い臭いのある気体が添加されている。また、天然ガスを使用した例もある。
スーサイド・バッグを不活性ガスと併用した自殺では、死後に目視や顕微鏡で調査しても特異的な証拠は発見されない。この方法で自殺した場合、特にスーサイド・バッグやガスタンク、チューブなどの設備が死後に除去されると、科学捜査により死因を調査するのは困難になる可能性がある。しばしば窒息の証拠と見なされる点状出血が生じるのは、ほんの3%程度とごく少数の事例に限られる。スーサイド・バッグを用いた不活性ガスによる窒息で死亡した2例を調査した研究者の報告によると、ある例では、瞼の両側に点状出血が見られ、気道には胃の内容物が大量に残っていたという。この報告は、Final Exitで主張されていた、スーサイド・バッグと不活性ガスを併用した自殺は苦痛や空気飢餓感が無いという推測に異議を唱えるものである。別のレビュー研究では、結膜や顔面の点状出血は純粋に血管の機械的な現象の産物であり、窒息や低酸素症とは関係がないという結論を下した。紐で首にスーサイド・バッグを固定したときに、紐が静脈血が顔から戻ることを妨げなければ点状出血は生じないという。
スーサイド・バッグを用いての自殺に失敗した例も存在する。この方法での自殺に失敗したときのリスクについての2015年のケース・リポート研究によれば、この方法での自殺が他者により中断された場合や、ガスがない場合、チューブが袋から抜け落ちた場合には、生き延びたときに中枢神経系が重度の低酸素状態になる高いリスクがある。脳細胞は酸素レベルの減少に非常に敏感である。一旦、酸素が乏しくなると、中枢神経系は5分以内に死滅を始める。低酸素症により昏睡に陥った場合、無意識状態の長さがしばしば長期的な障害の指標となる。一部の例では昏睡により脳が回復して再生する機会が与えられたが、一般には昏睡が長いほど、死ぬまで植物状態のままでいる可能性が高くなる。

## 生命倫理
臨床心理士のフィリップ・クリスピース (英: Phillip Kleespies) は、オグデンや他の死ぬ権利支持者が主張するように、スーサイド・バッグを用いた自殺が手早く、苦痛が無く、失敗しにくいことに異議を唱えなかった。しかし、クリスピースは、この自殺の方法は尊厳がなく、非人間的で、慌しい死に方であるように感じられると発言しており、適切なカウンセリングを受ける機会のない人に使用される可能性を懸念している。また、これは主により尊厳のある自殺の方法が違法になった結果であるとも述べている。人生の終末期により適切なケアが施されるうえで、自死の手段としてこの方法がとられる必要性が減ることを望んでいると発言している。

## 使用者の特徴
スーサイド・バッグを用いた自殺の支持者は、終末医療患者にこの方法を推薦している。しかし、世界的に、スーサイド・バッグを使用するほとんどの人が身体的には健康である。使用者のほとんどが、治療できない癌や、他の生命を脅かす身体の病気が無い代わりに、精神障害や物質濫用の問題を抱えており、医学的・心理学的な治療を通じて対処すべきである可能性がある。典型的な使用者は若者や中年の成人であり、高齢者ではないとされる。ある調査によれば、使用者のほとんどが健康が衰えている中年の成人であり、暴力性が比較的に低いこの方法に魅力を感じていると考えられる。アメリカ合衆国では、非ヒスパニックの白人男性が、女性や他の人種よりもこの方法を選ぶ傾向にある。